# Edvard Martyren
Sankt Edvard 2. Martyren (født ca. 963, død 18. marts 978, evt. 979) fulgte sin far Edgar som Englands konge i 975. Han blev myrdet tre eller fire år senere, og da mordet blev begået af "anti-religiøse" modstandere, bliver han regnet som martyr og helgen. 

## Regeringstiden
Edvard blev konge, da han var 13 eller 14 år gammel. Hans stedmor, enkedronning Elfrida, ønskede at sætte sin søn Ethelred på tronen i stedet. Edward havde støtte fra flere som ærkebiskop Dunstan af Canterbury og blev bekræftet af tinget (Witenagemot).
Han bliver beskrevet som en ung mand, som var meget hengiven og med udmærket opførsel. Han var strengt rettroende og satte Gud og kirken højt. Han skal også have været meget generøs overfor de fattige. 
Da han fik magten, hærgede en voldsom hungersnød i England. Flere adelsmænd hidsede folket op til at angribe klostre for at få jordejendommene, kong Edgar havde givet til munkene. Flere af klostrene blev ødelagt, og munkene måtte flygte. Edward stod fast på kirkens side, og nogle adelsmænd bestemte sig for at fjerne ham og erstatte ham med halvbroren Ethelred. De mente utvivlsomt, at Ethelred ville være lettere at kontrollere; han var yngre og havde som spædbarn fået tilnavnet "den rådvilde" ved dåben, da han gjorde i døbefonten, 

## Mordet
18. marts 978 (evt. 979) var Edvard på jagt med hunde og ryttere i nærheden af Wareham i Dorset. Han plejede at besøge sin halvbror, som boede med Elfrida på Corfe Slot ved Wareham. Han red fra sit følge og ankom alene til slottet. Mens han sad til hest, fik han et glas mjød af enkedronningen, og mens han drak det, blev han knivstukket i ryggen af en af hendes mænd. Han skal have forsøgt at flygte, men faldt af hesten og blev trukket efter den gennem skoven. Ifølge den Angelsaksiske krønike skete det om aftenen. Han skal være  begravet i Wareham uden kongelige æresbevisninger. Ethelred var kun ti år gammel, og det er tvivlsomt, om han kan have været indblandet i mordet. Da William af Malmesbury skrev sin historie om mordet i 1100-tallet, blev skylden helt og fuldt lagt på Elfrida. 
Elfrida skal have gjort bod ved at blive nonne i Wherwell.

## Helgen
Fordi den udløsende årsag til at Edvard blev dræbt var at han forsvarede klostrene, blev han hurtigt regnet som martyr og helgen. Der blev meldt om mirakler ved hans grav. Ærkebiskop Dunstan overførte hans relikvier til klosterkirken i Shaftesbury 13. februar 981. I et dokument fra 1001 kalder Ethelred den rådvilde ham for en helgen og martyr, og han gav ordre om, at relikvierne skulle flyttes fra graven i kirkegulvet til et passende monument i kirken. De blev lagt i et helgenskrin 20. juni 1001; denne dato blev fejret som translationsfest. På dette tidspunkt må hans helgenstatus regnes for fastslået. Shaftesbury blev omdøbt til Edwardstowe, men fik sit gamle navn tilbage efter reformationen. I 1008 gav Ethelred  besked om at festen for Edvard skulle fejres 18. marts i alle kirker i England. 
De fleste af hans relikvier blev ødelagt under reformationen, men et lille relikvieskrin blev opdaget i Shaftesbury i 1931. Det er muligt, at det var alt man havde tilbage, da reformationen begyndte; mange kirker havde fået tilsendt relikvier i løbet af de fem århundreder, som var gået. Identiteten blev fastlagt af osteologen dr. T.E.A. Stowell. De blev i 1982 givet til Den russisk-ortodokse kirke udenfor Rusland af  Wilson-Claridge, der fandt dem. De er i Sankt Edvard Martyrerens ortodokse kirke ved Brookwood gravlund i Surrey. Der er rejst et monument for Edvard.